# Kollebroeken
De Kollebroeken zijn een bos- en natuurgebied in de Vlaamse Ardennen in Everbeek (Brakel). Het gebied wordt beheerd door Natuurpunt als onderdeel van de Everbeekse bossen en is Europees beschermd als onderdeel van Natura 2000-gebied Bossen van de Vlaamse Ardennen en andere Zuid-Vlaamse bossen. De Kollebroeken liggen op een helling; het onderste gedeelte staat in het voorjaar onder water. In de Kollebroeken bloeit onder andere dotterbloem, wilde hyacint, bosanemoon. De struiklaag wordt gevormd door hazelaar, meidoorn, sleedoorn en boskers. Door het bosgebied loopt het wandelnetwerk 'Vlaamse Ardennen-Bronbossen'.
Aan de rand van de Kollebroeken staat een kapel uit 1855. Ze werd gebouwd door Rosalie Clinquant voor haar echtgenoot en is gewijd aan Onze-Lieve-Vrouw van La Salette.

## Afbeeldingen

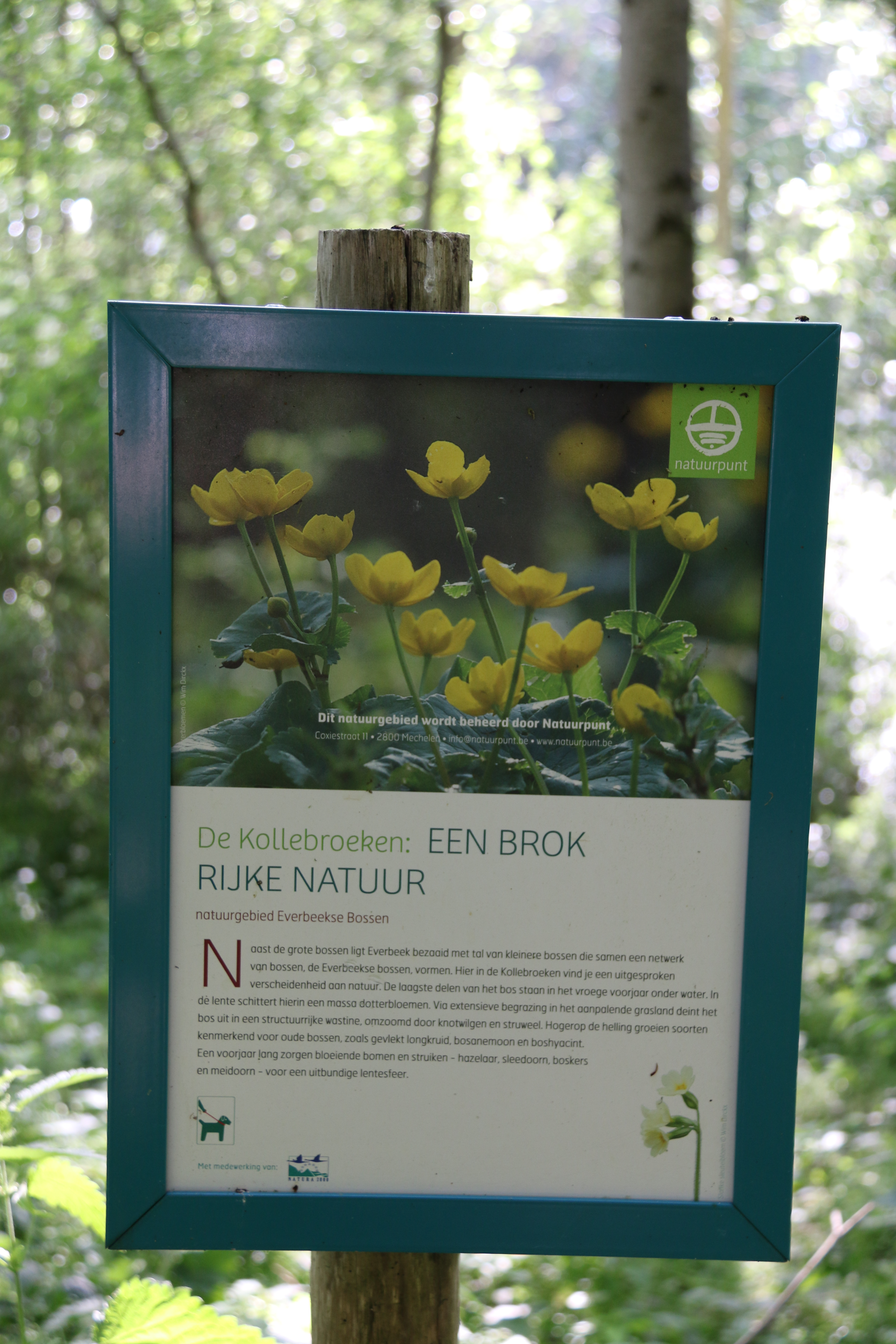
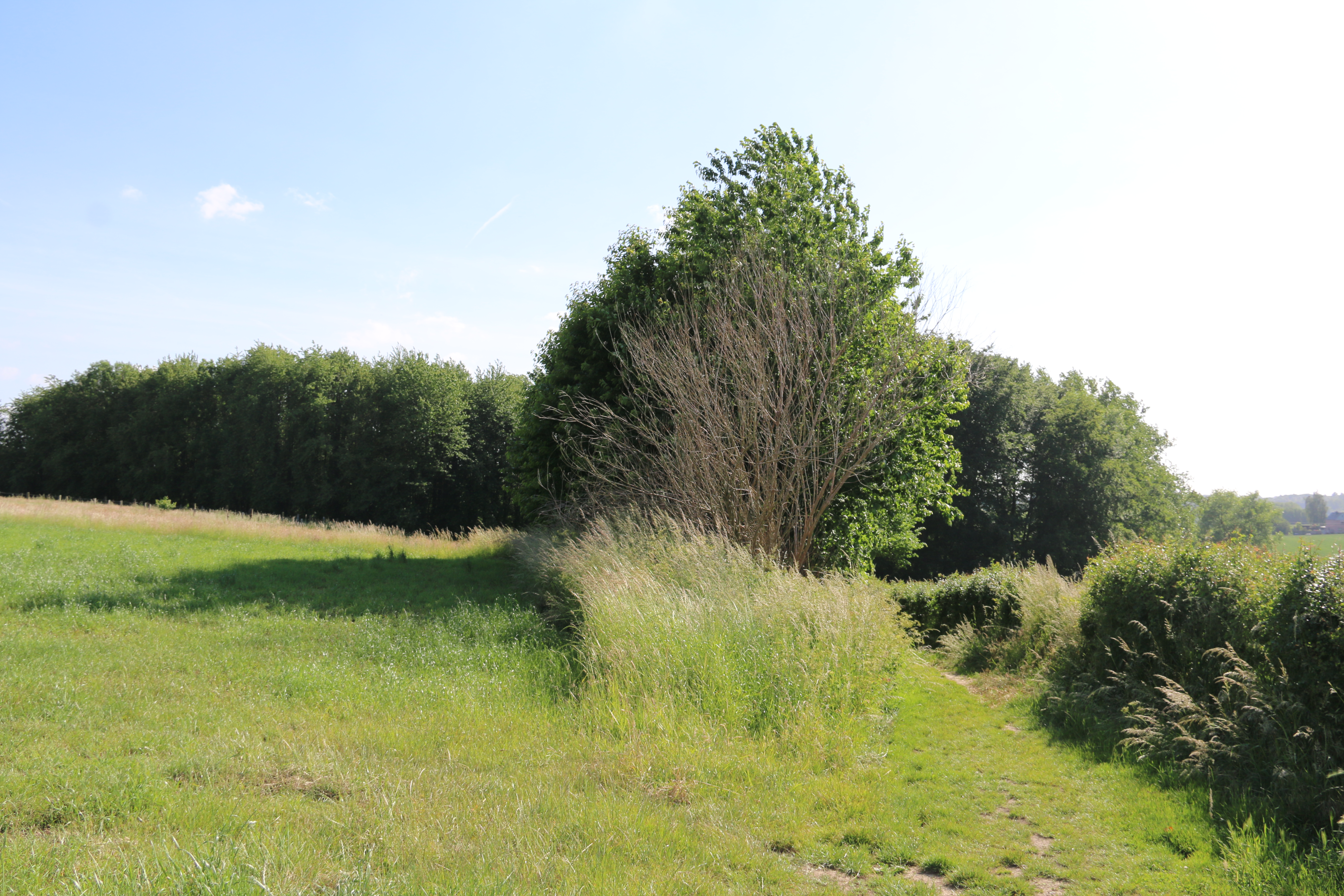
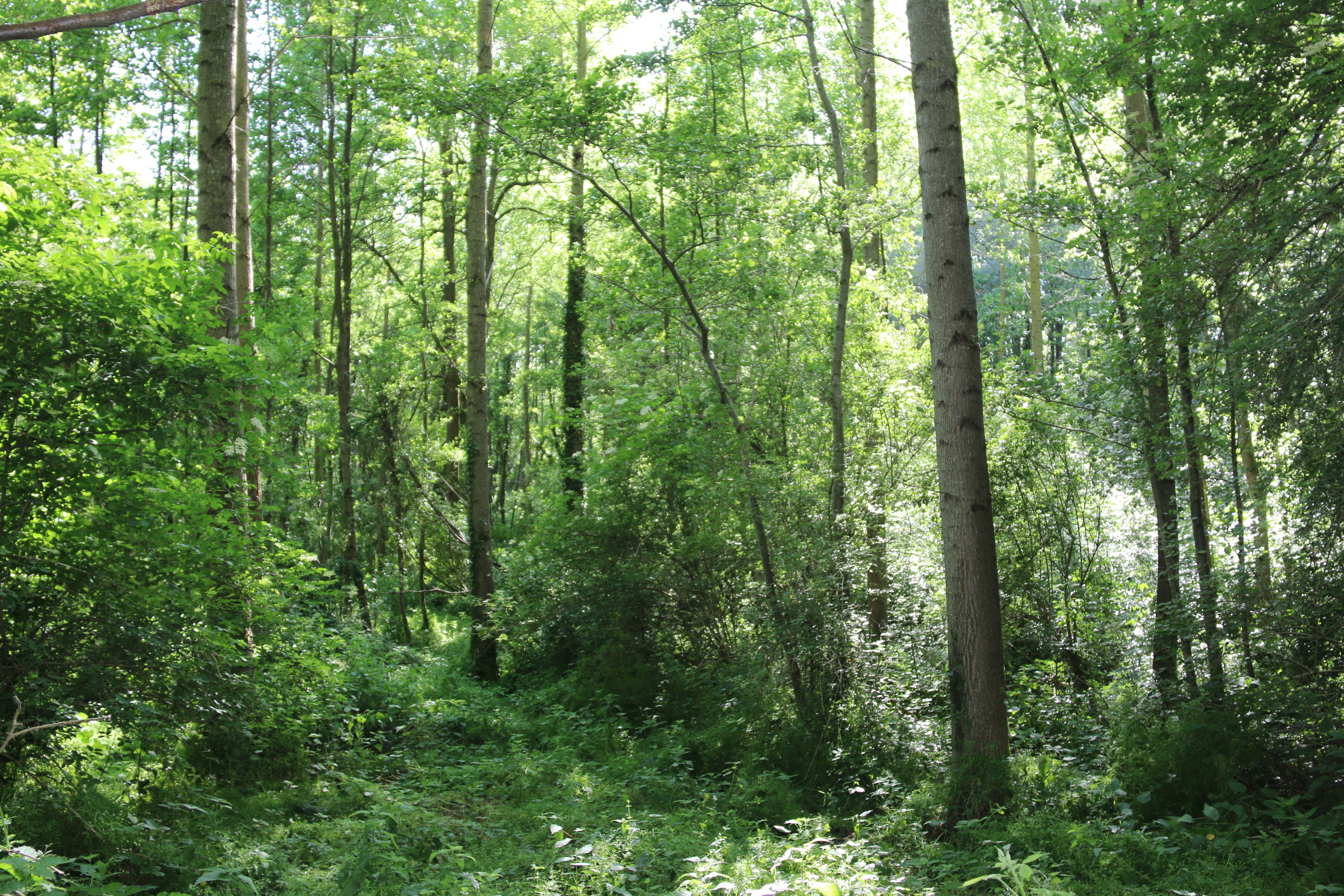
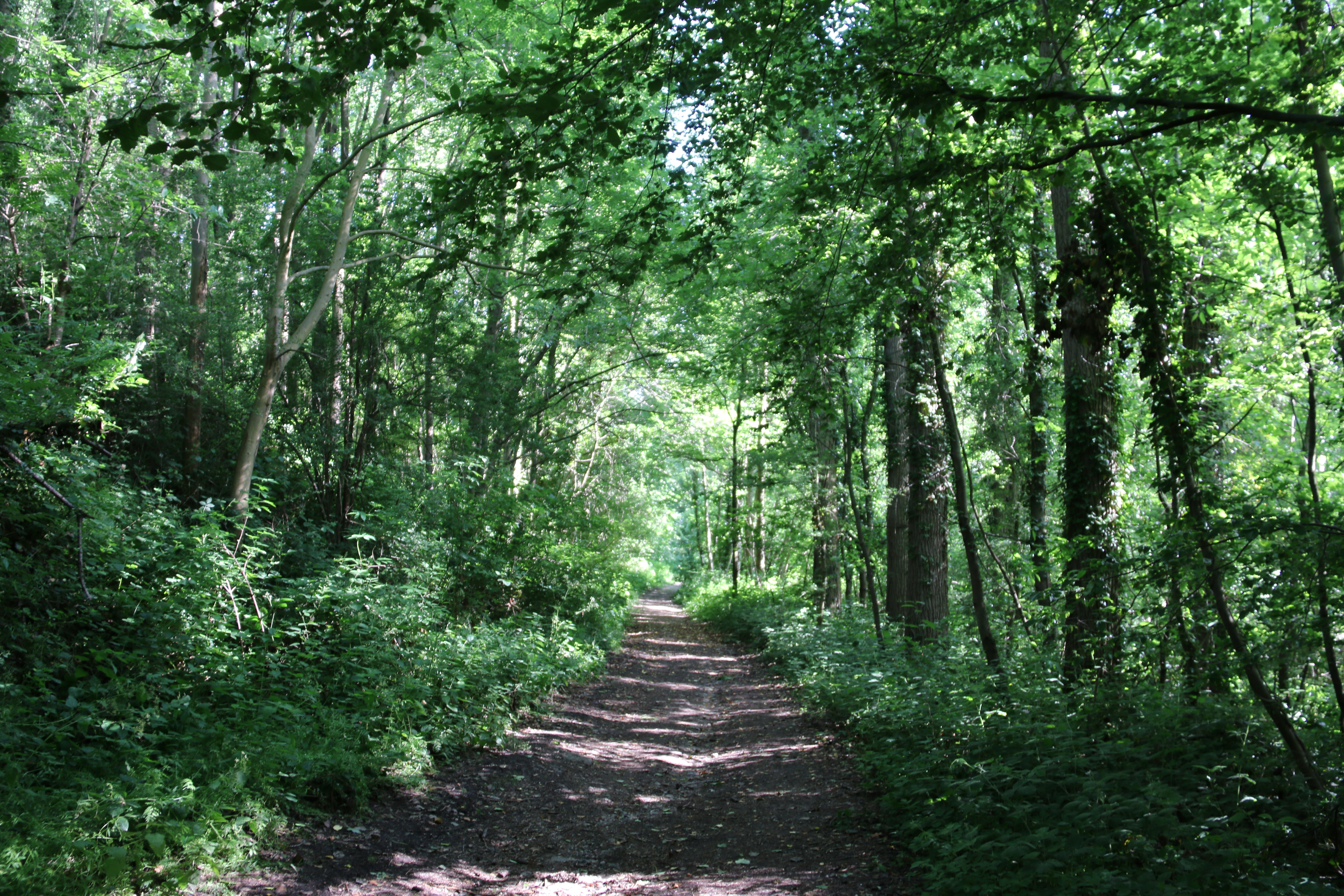
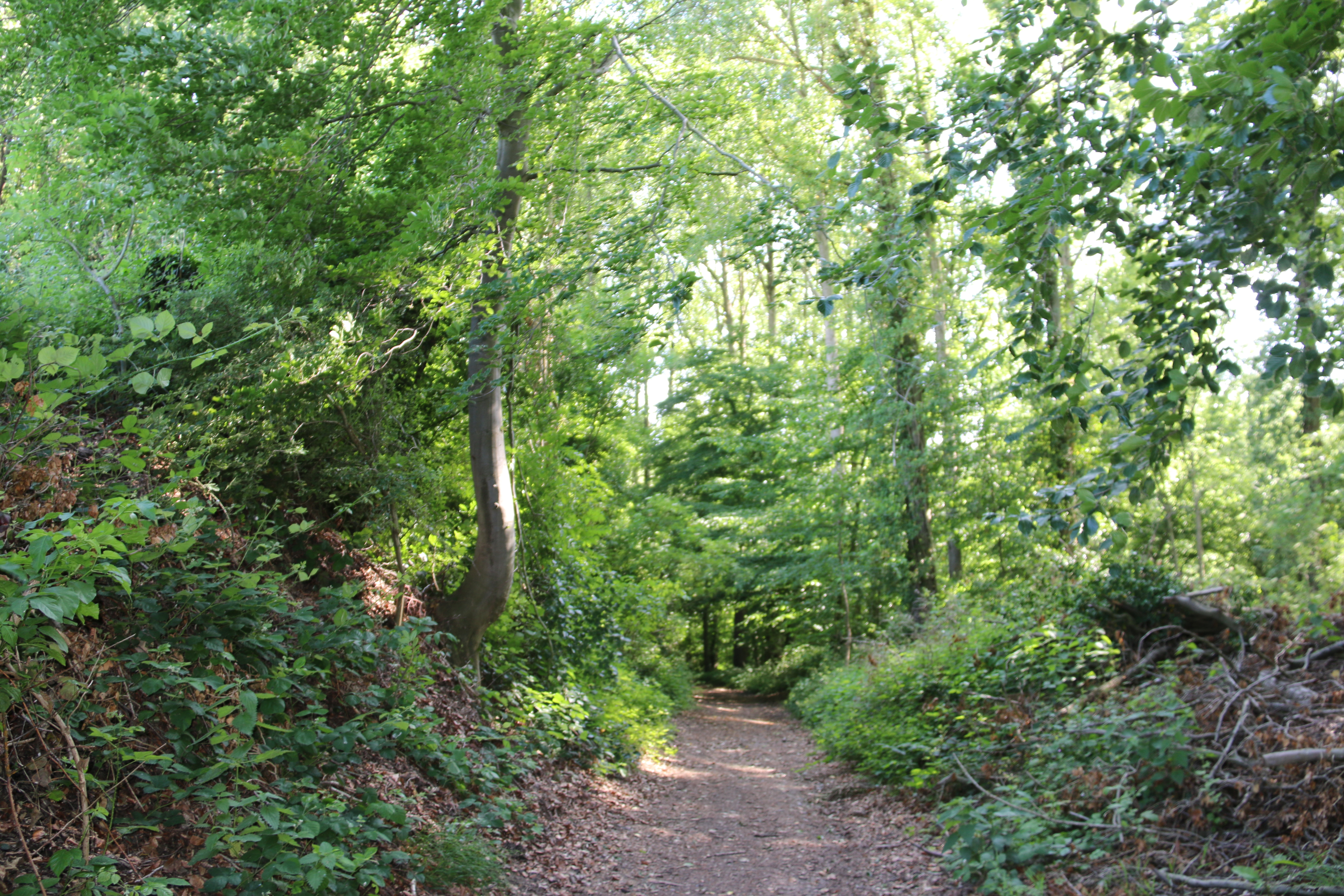